# Bacino adriatico

Profilo batimetrico del Mare Adriatico

Il bacino adriatico o piana abissale adriatica, è un bacino oceanico del Mare Adriatico. 
La profondità media del Mare Adriatico è di 252,5 m e la sua profondità massima è di 1233 m. Tuttavia la parte settentrionale del bacino supera raramente i 100 m.

## Caratteristiche
Il bacino adriatico nel suo complesso può essere suddiviso in tre sezioni.
- Il bacino nordadriatico, che si estende da Venezia e Trieste fino alla linea ideale che collega Ancona e Zara, ha una profondità di soli 15 m nel suo vertice nordoccidentale; diventa gradualmente più profondo andando verso sudest. È la più estesa piattaforma continentale del Mediterraneo e funge contemporaneamente da bacino di diluizione e sito di raccolta dell'acqua del fondale.[2]

- Il bacino medioadriatico è la sezione a sud della linea Ancona-Zara fino alla linea tra il monte Gargano e Ragusa croata, dove si trova la fossa medioadriatica (chiamata anche depressione Pomo o fossa di Jabuka) che ha una profondità di 270 m. A sud di questa fossa si trova la soglia di Pelagosa, che la separa dalla fossa dell'Adriatico meridionale profonda 1200 m e separa il bacino medioadriatico dal bacino dell'Adriatico meridionale. Proseguendo verso sud, il fondale marino risale fino a 780 m per formare la soglia di Otranto al confine con il Mar Ionio.

- Il bacino dell'Adriatico meridionale presenta notevoli rassomiglianze con la parte settentrionale del Mar Ionio a cui è collegato tramite il Canale di Otranto, confine meridionale dell'adriatico.[3]